# Hùng Xuyên
Hùng Xuyên là một xã thuộc huyện Đoan Hùng, tỉnh Phú Thọ, Việt Nam.

## Địa lý
Xã Hùng Xuyên nằm ở phía bắc huyện Đoan Hùng, có vị trí địa lý:
- Phía đông giáp xã Vân Du
- Phía tây giáp tỉnh Yên Bái
- Phía nam giáp xã Phú Lâm
- Phía bắc giáp tỉnh Tuyên Quang.

Xã Hùng Xuyên có diện tích 27,87 km², dân số năm 2018 là 9.815 người, mật độ dân số đạt 352 người/km².

## Lịch sử
Địa bàn xã Hùng Xuyên trước đây vốn là ba xã: Đông Khê, Hùng Quan, Nghinh Xuyên.
Trước khi sáp nhập, xã Đông Khê có diện tích 5,51 km², dân số là 2.035 người, mật độ dân số đạt 369 người/km². Xã Hùng Quan có diện tích 11,75 km², dân số là 3.879 người, mật độ dân số đạt 330 người/km². Xã Nghinh Xuyên có diện tích 10,61 km², dân số là 3.901 người, mật độ dân số đạt 368 người/km².
Ngày 17 tháng 12 năm 2019, Ủy ban Thường vụ Quốc hội ban hành Nghị quyết 828/NQ-UBTVQH14 về việc sắp xếp các đơn vị hành chính cấp xã thuộc tỉnh Phú Thọ (nghị quyết có hiệu lực từ ngày 1 tháng 1 năm 2020). Theo đó, sáp nhập toàn bộ diện tích và dân số của ba xã Đông Khê, Hùng Quan, Nghinh Xuyên thành xã Hùng Xuyên.